# DuMont Laboratories
DuMont Laboratories era un'azienda statunitense produttrice di apparecchi televisivi. 
L'azienda fu fondata nel 1931 a Montclair, New Jersey, dall'inventore Allen B. DuMont. Tra le prime invenzioni sviluppate dalla società, i tubi a raggi catodici, che furono utilizzati per la televisione. Un altro prodotto uscito dai laboratori fu un'invenzione di DuMont, l'occhio magico. Nel 1934 la sede fu spostata a Passaic.
Nel 1938 la società avviò la produzione dei televisori. Per vendere i televisori, Dumont creò nel 1946 la DuMont Television Network, una delle prime reti televisive. Più tardi, furono prodotti telecamere e trasmettitori per la televisione. Le attrezzature DuMont erano note per la loro alta qualità. 
Nel 1956 Dumont chiuse la rete e vendette quel che rimaneva della sua attività televisiva a John Kluge nel 1956, che la rinominò Metromedia. DuMont cedette nel 1958 la divisione consumer alla Emerson Radio, e il laboratorio di ricerca fu venduto a Fairchild Camera che più tardi sviluppò i semiconduttori e i circuiti integrati. Robert Noyce, fondatore di Intel, lavorò per DuMont come ingegnere. Alla fine degli anni cinquanta, il laboratorio DuMont, oggi di proprietà di Fairchild, sviluppò il tubo originale Sony Trinitron a colori, nell'ambito di un subappalto. 
Fuori dagli Stati Uniti i televisori DuMont furono assemblati su licenza a Montréal, in Canada dalla Canadian Aviation Electronics, attualmente produttore di simulatori di volo e di attrezzature per la formazione dei piloti. 

## DuMont in Italia
In Italia DuMont comparve a partire dal secondo dopoguerra, quando fu creata una filiale commerciale e produttiva, la Dumont Italiana S.p.A., a Qualiano (NA), specializzata nella produzione di televisori. 
Colpita dalla crisi alla fine degli anni sessanta, l'azienda con i suoi 109 addetti, passò nel 1972 sotto il controllo della GEPI e trasformata in Beta-Geri una ditta per la produzione di componenti elettronici.
Il marchio DuMont invece passò in affitto alla Emerson di Firenze, che produsse televisori fino al 1982. Dopo il fallimento della Emerson, venne rilevato dalla società milanese Dumont-Finlux (poi rinominata Dumont Italia S.r.l.) che lo utilizzò per rimarchiare e assemblare TV color, VCR e compatti Hi-Fi di varia provenienza (Finlux, Sambers, Elektronska Industrija, Sanyo, Schneider). Infine nel corso degli anni novanta fu utilizzato dal Gruppo Formenti, per poi essere rimosso definitivamente dal mercato.